# EHC Winterthur
L'Eishockey Club Winterthur (abbreviato EHC Winterthur) è la squadra di hockey su ghiaccio della città di Winterthur, nel Canton Zurigo.

## Impianto sportivo
La Zielbau Arena, conosciuta anche come Eishalle Deutweg, è l'impianto sportivo adottato dal Winterthur nel 2002. Ha una capienza di 2.496 posti ed è stata progettata da Ulrich Isler per un costo di 22 milioni di franchi.